# Thunderbolt and Lightfoot
Thunderbolt and Lightfoot is een Amerikaanse misdaadfilm annex roadmovie uit 1974 van Michael Cimino met in de hoofdrollen onder meer Clint Eastwood en Jeff Bridges.

## Verhaal
De kleine crimineel Lightfoot (Jeff Bridges) redt een man van een moordaanslag. De man (Clint Eastwood) blijkt een beruchte bankrover te zijn met de bijnaam "(The) Thunderbolt", dit vanwege zijn methode om met een kanon kluizen open te krijgen. Thunderbolt vertelt dat hij achterna wordt gezeten door leden van zijn oude bende, die ten onrechte menen dat hij hen bedrogen heeft. Samen gaan ze naar het plaatsje Warsaw (Montana), waar Thunderbolt buit heeft verborgen in een oud schoolgebouwtje. Dat blijkt echter verdwenen. Later worden ze ontvoerd door Thunderbolts oude kompanen Red Leary (George Kennedy) en Eddie Goody (Geoffrey Lewis), maar Thunderbolt weet deze om te praten en ze besluiten om met zijn vieren weer een bank te beroven.

## Rolverdeling
| Acteur         | Personage           | Opmerkingen                            |
| -------------- | ------------------- | -------------------------------------- |
| Clint Eastwood | "(The) Thunderbolt" |                                        |
| Jeff Bridges   | Lightfoot           |                                        |
| George Kennedy | Red Leary           | lid van dezelfde bende als Thunderbolt |
| Geoffrey Lewis | Eddie Goody         | lid van dezelfde bende als Thunderbolt |
| Jack Dodson    | bankmanager         |                                        |
| Gary Busey     | Curly               |                                        |
| Catherine Bach | Melody              |                                        |

## Productie
Door het succes van Easy Rider (1969) was de roadmovie een populair genre geworden in Hollywood, en Eastwood wilde graag een film van dit genre maken. Eastwood vond het script van Cimino zo goed dat hij het aanvankelijk zelf wilde regisseren, maar hij besloot dit aan Cimino zelf over te laten, hoewel deze tot dan toe alleen maar reclamefilms en documentaires had geregisseerd (Cimino stelde later ook dat hij zonder Eastwood nooit een carrière als speelfilmregisseur zou hebben kunnen opbouwen).
De film werd opgenomen in juli, augustus en september 1973 in de streek rond de plaats Great Falls (Montana).

## Ontvangst
De film was in de Verenigde Staten een bescheiden succes in de bioscopen. Eastwood weet dit aan een te beperkte promotiecampagne door United Artists en zegde om deze reden zijn contract met United Artists op. Jeff Bridges werd genomineerd voor de Oscar voor beste mannelijke bijrol, maar de prijs ging naar Robert De Niro in The Godfather Part II.